# Pi3 Orionis
Pi3 Oriontis (Tabit, Hassaleh, 1 Oriontis) é uma estrela na direção da constelação de Orion. Possui uma ascensão reta de 04h 49m 50.14s e uma declinação de +06° 57′ 40.5″. Sua magnitude aparente é igual a 3.19. Considerando sua distância de 26 anos-luz em relação à Terra, sua magnitude absoluta é igual a 3.67. Pertence à classe espectral F6V.